# Przemysław Kleczkowski
Przemysław Kleczkowski (ur. 7 maja 1986 roku w Hrubieszowie) – polski wokalista jazzowy i kompozytor. W 2016 roku jako jeden z solistów wykonywał oficjalną wersję hymnu Światowych Dni Młodzieży 2016. Mieszka w Krakowie.

## Życiorys
W 2014 roku ukończył studia w Instytucie Jazzu Akademii Muzycznej w Katowicach na kierunku Wokalistyka Jazzowa. Wtedy zaczął także współpracę z formacją Reaktywacja wykonującą muzykę CCM. W 2016 roku został zaproszony jako solista do udziału w centralnych wydarzeniach Światowych Dni Młodzieży pod kierownictwem Adama Sztaby. W 2017 roku zadebiutował autorską płytą „Time” (wydawnictwo Hevhetia), do której zaprosił czołówkę muzyków polskiej sceny jazzowej i folkowej. Są to: Szymon Mika – gitara, Patryk Dobosz – perkusja, Katarzyna Gacek-Duda – flet, Franciszek Raczkowski – fortepian, Wojciech Szwugier – kontrabas, Grzegorz Dowgiałło – hammond. Od 2018 roku jest wykładowcą Wokalistyki Jazzowej Uniwersytetu Rzeszowskiego.

## Konkursy i Festiwale
- 2011: Konkurs wokalistów jazzowych w Zamościu
- 2012: Kłajpeda Jazz Voices na Litwie
- 2013: Baszta Jazz Festiwal w Czchowie
- 2017: Voicingers w Żorach